# 氟胞嘧啶
5-氟胞嘧啶（英語：Flucytosine，简写为5-FC或f5C）是一种抗真菌药物，与两性霉素B一起用于严重的念珠菌感染和隐球菌病。它也可以单独使用或与其他抗真菌药一起用于产色霉菌病病。氟胞嘧啶通常口服并通过静脉注射使用。
常见的副作用包括骨髓抑制，食欲不振，腹泻，呕吐和精神病。偶尔发生过敏反应，目前尚不清楚怀孕期间使用是否对婴儿安全。氟胞嘧啶属于氟化嘧啶类似物药物家族，它通过在真菌内转化为5-氟尿嘧啶而起作用，阻断其細胞轉譯合成蛋白质的能力。
氟胞嘧啶最早于1956年取得專利，並於1962年投入醫療使用，属于世界卫生组织基本药物清单，是卫生系统所需的最有效和最安全的药物。

## 用途
口服氟胞嘧啶用于治疗念珠菌或新型隐球菌敏感菌株引起的严重感染。也可用于治疗敏感菌株造成的色素霉菌病。由于容易產生耐药性，且殺真菌效果不夠強，在嚴重感染時，通常不會以氟胞嘧啶為唯一的药物，而是与两性霉素B和/或唑类抗真菌剂如氟康唑或伊曲康唑联合使用。念珠菌造成的泌尿道感染等轻微感染則可单用氟胞嘧啶治疗。在一些国家，為期一週以內的缓慢静脉输注是一种治疗选择，可用於治療危及生命的感染。

## 药物相互作用
氟胞嘧啶可以增加两性霉素B的抗真菌活性，反之亦然，兩者在某些嚴重感染時可以合併使用。阿糖胞苷則會抑制氟胞嘧啶的抗真菌活性。